# Электорат
Электора́т (лат. elector — избиратель) — круг сторонников определенной организации, избирателей, голосующих за определённую партию на парламентских, президентских или муниципальных выборах. 
В более широком значении употребляется как синоним избирательного корпуса страны.

## Выборы
Давно сложившиеся крупные политические партии, как правило, имеют значительный постоянный электорат, поэтому для итогов выборов имеют большое значение маргинальные избиратели — колеблющиеся, не примыкающие к постоянному электорату избиратели.
Ещё имеет место такое явление, как протестный электорат — голосование против всех или, при отсутствии такой графы в избирательном бюллетене, за маргинальные политические партии, порча или унесение с собой бюллетеней и т.д. Так голосуют люди, которые не поддерживают ни одного из представленных на выборах кандидатов, считая, что они не подходят на должность, на которую баллотируются; или же те, кто считает всю политическую систему страны нелегитимной (таким образом, они стараются её саботировать; это ещё называется «итальянская забастовка» — скрытый протест).
1. ↑  Газета.ру: Утопия бойкота. Дата обращения: 6 октября 2013. Архивировано 5 октября 2013 года.
2. ↑  Йополис — энциклопедия выборов. Дата обращения: 6 октября 2013. Архивировано 29 мая 2014 года.